# Sahat-kula u Mostaru
Sahat-kula  u Mostaru je sahat-kula koja se nalazi kod današnjeg Muzeja Hercegovine, u Bajatovoj ulici, u gradskoj četvrti Brankovac.

## Povijest
Sahat-kula je podignuta za vrijeme turske uprave u Bosni i Hercegovini i predstavlja značajne objekte klasične osmanske arhitekture. 
Ne zna se točno kada, kao ni tko je točno sagradio ovu sahat-kulu, ali prema predanju ona predstavlja zadužbinu mostarske vakife Fatime kadune Šarić. Prvi i najstariji poznati pisani izvor u kojem se spominje ova sahat-kula je zadužbina Ibrahima Šarića iz 1636. godine, te se na temelju ovog podatka može utvrditi da je ova sahat-kula izgrađena prije 1636. godine.
Izvor navodi da je Šarić odredio da se dadu po tri akče dnevno muvekitu koji vodi brigu o satu na sahat-kuli i da se troši dnevno po jedna akča za ulje i drugo što je potrebno za održavanje sata na njoj.
Mostarski vezir Ali-paša Rizvanbegović naručio je 1838. godine od vojnog i civilnog upravitelja Kraljevine Dalmacije u Zadru generala Lilienberga jedno zvono za tu kulu. Naručeno zvono je težilo 468 funta (1 funta = 453,59 grama) a plaćeno je 358,20 florina. Do kraja turske vladavine sat je otkucavao vrijeme po a la turca vremenu, a od 1878. do 1892. navijan je po alafranga vremenu. Međutim, općinske vlasti Mostara 1892. opet nalažu da bude navijan po a la turca vremenu. Sat je mjerio vrijeme po toj metodi sve do 1926. kada se pokvario nakon čega dugo vremena nije bio popravljan.  

## Opis građevine
Sahat-kula je četverokatna građevina visine 16 metara. Etaže su vertikalno povezane drvenim stubištem. Krovna konstrukcija je četverovodni krov piramidalnog oblika čiji pokrov je olovni lim. Na dnu svakog grebena krova su izrađeni ukrasi u obliku kvadra s piramidalnim završetkom.
Građevinu su radili domaći graditelji koji su bili u doticaju s graditeljima iz južne Hrvatske. Građena je od lomljenog kamena, zidova debljine oko 75 cm pri čemu su kutni blokovi bili od klesanog kamena. Osnovica sahat-kule je kvadratnog oblika čije su stranice dužine 3,45 m i, da bi joj povećalo stabilnost, blago se sužava prema vrhu. Na visini od oko 12 m od podnožja objekta, po obimu cijele fasade, izrađen je 15-ak cm istureni kameni vijenac iznad kojeg je formiran, na sve četiri strane objekta, po jedan otvor zasvođen prelomljenim lukom koji su međusobno utegnuti čeličnim zategama. U tome prostoru je bilo smješteno zvono. Mehanizam sata je bio smješten u muvekithani a brojčanik je postavljen na zapadnoj fasadi u otvoru kružnog presjeka, naglašen kamenom profilacijom, odmah ispod kamenog istaka otvorene završne etaže predviđene za zvono, tako da bi bio uočljiv svim građanima gledajući od gradskog centra prema istoku.
 
Vertikala građevine završava jednostavno profiliranim kamenim vijencem iznad kojeg se nalazi krov strmog nagiba u obliku četverostrane piramide. Spoljna fasada kule nije malterisana tako da se stjeće dojam da je kamen zidova utonuo u vezni malter. Unutrašnjost je osvjetljena kroz tri uska otvora na južnoj fasadi na kojoj se nalazi i ulaz. Ulaz čine jednokrilna drvena vrata koja su smještena u fino klesanom kamenom dovratniku koji je uzdignut oko pola metra od razine Bajatove ulice. Građevina ima još jedan ulaz na zapadnoj fasadi.

## Oštećenja i rekonstrukcije
Uslijed ratnih djelovanja, 1943. godine, sat je pao na zapadnu susjednu kuću. Poslije rata 1945., vjerojatno iz sigurnosnih razloga, zazidana su ulazna vrata na kuli čime je kula bila zatvorena.
Prigodom otvaranja Spomen kuće Džemala Bijedića, na sahat-kuli su 1978. koja se nalazi odmah preko puta Spomen kuće, provedeni ozbiljni konzervatorsko-obnoviteljski radovi te je iz Trebina u Italiji nabavljen novi sat koji je bio ugrađen na mjesto ranijega.

Poslijeratna vremena je dočekala jako oštećena.
Nakon rata sahat-kula je u cijelosti obnovljena 1999. godine.
Na sjednici održanoj od 4. do 10. svibnja proglašena je za nacionalni spomenik Bosne i Hercegovine.